# Aflad
Aflad er et begreb i den romersk-katolske kirke der betyder eftergivelse af timelig straf for synd, det vil sige af bodsstraf. Begrebet forudsætter den katolske opfattelse af synd og tilgivelse: når man har syndet, bør man bekende det for sin præst, som kan give én syndernes forladelse. Dermed har man fået Guds tilgivelse for synden, og man undgår at lide den evige straf i Helvede for den. Selv om man har fået tilgivelse, kan der imidlertid alligevel være noget, der skal sones for at genoprette ens gode forhold til Gud. Det er denne soning, der kaldes den timelige straf, fordi den er timelig; det betyder, at den er afmålt i tid, ikke evig.
- Ordet afladshandel stammer fra den romersk-katolske kirke i middelalderen. I korte træk gik det ud på, at man ved at købe afladsbreve af kirken kunne slippe hurtigere gennem skærsilden. Det er imidlertid en misforståelse: aflad kunne og kan ikke sælges — det ville være en svær synd i sig selv: simoni, handel med åndelige goder. Til gengæld var der aflad forbundet med visse godgørende eller fromme handlinger, der involverede penge; for eksempel var der aflad forbundet med at bidrage til bygningen af Peterskirken. Dette skal imidlertid forstås sådan, at kirken blot lægger en yderligere nåde til en i Guds øjne allerede fortjenstfuld handling. Men distinktionen forsvandt i manges øjne let, og der var store problemer med svindel, hvor gejstlige og andre uden Kirkens godkendelse reducerede afladsbegrebet til blot og bar køb af syndsforladelse, samt svindel med falsk aflad. Derfor blev al aflad forbundet med handlinger, der involverede finansielle transaktioner, i 1567 afskaffet af pave Pius V. Misbruget af aflad havde stor betydning for den protestantiske reformation.
- Afladen opstod omkring år 1035, hvor der blev givet aflad til folk, der besøgte eller gav bidrag til bestemte kirker i Nordspanien og Sydfrankrig.
- I Politikens Nudansk ordbog står der om aflad: I den katolske kirke: Fritagelse for straf for begåede synder.
- Og i Gyldendals leksikon: Fritagelse for eller mildnelse af straf her og i skærsilden for begåede synder. Salget af afladsbreve førte til misbrug og kritiseredes af Luther. Aflad er nu i praksis forsvundet fra Rom.
- Pave Leo 10. opfandt afladsbrevene og sendte den berygtede Johannes Arcimboldus til Skandinavien for at tvinge befolkningen til at overholde pavens regler om faste. Da de ikke havde tænkt sig at følge dem, fik han en ny ide, så de undtagelsesvis kunne spise smør, hvis de betalte til kirken, så ville deres synd blive fjernet.
- Aflad i sig selv er stadig en del af den katolske tro, men man kan ikke længere købe sig til den.
- Aflad bestod i, at den katolske kirke, personificeret ved paven, kardinaler og personer, der var særligt betroet af kirken, kunne fritage mennesker for en straf, som kirken havde idømt dem.
- De rige kunne få andre til at faste for sig, at faste pr. stedfortræder. De rige skulle så købe fastemad til 6 fattige – beløbet skulle indbetales til klostret som udstedte et fasteafladsbrev.
- Aflad forudsætter, at det enkelte menneske tror på synd, tilgivelse og skærsilden, som den katolske kirke bygger en del af sin tro på.
- Mod betaling kunne folk få et brev som bevis på, at deres tid i skærsilden blev afkortet med en bestemt tid, dage, uger, måneder, eller år. Jo højere beløbet var, des mere blev tiden i skærsilden nedsat. Der var endda en garanti for, at det forholdt sig således. Det var også muligt at købe et afladsbrev, inden man overhovedet var død, som sikrede, at man var nærmere en plads i himlen, når man engang døde. At indtægten også var af stor betydning for den katolske kirke – er noget helt andet.
- Det tidligste afladsbrev, der kendes fra Danmark er fra 1197.
- Afladshandel afskaffedes med reformationen i Danmark og store dele af Europa, da den Protestantiske Kirke ikke accepterer den.
- Aflad og afladshandel fremhæves ofte som et særligt kendetegn for middelalderen.
- Aflad var oprindeligt en eftergivelse af synd. Ideen om betaling af den gæld, som synderen skylder Gud, bygger på tanken om, at Jesus, Maria og helgenerne samlede en "skat af dyder". Den katolske kirkes salg af aflad var årsag til Martin Luthers reformation af kirken.
- Blandt Martin Luthers teser angående aflad og afladsbreve var disse:

32) De mennesker er fordømt i evighed sammen med deres lærere, som tror, at de er sikre på deres frelse i kraft af afladsbreve.
36) Enhver kristen, der i sandhed er sønderknust, har fuld syndsforladelse fra straffen og skylden. Og den bør gives ham også uden afladsbreve.
37) Enhver sand kristen, hvad enten han lever eller er død, har delagtighed i alle Kristi og kirkens goder, og de gives ham af Gud også uden afladsbreve.
52) Tilliden til at man kan opnå frelse gennem køb af afladsbreve, er falsk, også selv om kommissæren, ja, paven selv, stod inde for det med sin sjæl.
89) Når paven ønsker sjælenes frelse gennem afladen mere end penge, hvorfor sætter han så afladsbreve, der tidligere er udstedt, ud af kraft, skønt de stadig er gyldige?

## Afladshandel
Afladshandel var en skik, der udviklede sig i middelalderen. Korstogsbevægelsen havde fremmet afladsvæsenet, og snart uddeltes aflad i uhyre omfang, så pave Innocens 3. så sig nødsaget til at forbeholde paven ret til at give fuldstændig aflad (i 1215). I 1200-tallet udformede skolastikerne Alexander fra Hales og Thomas Aquinas afladslæren, og i 1400-tallet blev afladshandel end mere almindelig, især da pave Nikolaus 5. i 1450 udstedte et opråb til kristenheden om at komme kongen af Cypern til hjælp mod tyrkerne og tillod, at afladspengene måtte bruges dertil. Ved hjælp af den nye bogtrykkerkunst udfærdigedes nu masser af afladsbreve, affattet på latin, rummende kundgørelse af aflad under nærmere fastsatte betingelser og med åben plads til køberens navn, der med blæk blev indført af afladskræmmerne (quæstores eleemosynarum); klerke, som i egenskab af pavelige legater forestod "handelen". Et af de allerældste afladsbreve, fra 1454, købt af en kannik ved Vor Frue kirke i København, bevares endnu i Nationalmuseet i København, og er vist nok trykt af Gutenberg i Mainz.
I alle kristne lande virkede afladslegater, udrustede med omfattende myndighed til at "løse og binde", mægle og påbyde fred, endvidere med ret til at uddele doktorgrader og andre værdigheder. Rundt omkring i byerne rejste de kors med pavens våben og opstillede store jernkister, hvori køberne lagde deres penge. Aflad gjaldt mange slags synder, og vel krævede afladsbrevene anger og bekendelse hos modtageren, men virkningen af dette krav svækkedes, når legaterne dog havde takster for al slags overtrædelse. Foruden den egentlige aflad meddelte brevene ofte små fritagelser for kirkelige pligter, især lempelser i fasten; således kunde danske få tilladelse til at spise smør og ost i fastetiden ("smørbreve").
Udsendelsen af de pavelige afladslegater blev først begrundet ved påtænkte korstog mod tyrkerne, til sidst under pave Julius 2. og pave Leo 10., da man begyndte at opføre den nuværende Peterskirke i 1506. Fyrsterne tillod aflad imod selv at få deres del af indsamlingerne. Legaterne selv var oftere hensynsløse spekulanter, deres hjælpere, underagenter, bogtrykkere (der trykte brevene) og tjenere, ryggesløse personer. Sligt godkendtes selvfølgelig aldrig af pavestolen, og rettænkende katolikker, således Poul Helgesen, så med sorg disse udskejelser. Afladslegater for Norden var kardinal Raimund Perrauld (1501 og følgende år), Itzard Gravius (1510 og følgende år) og Johannes Angelus Arcimboldus (1516—19). Samtidig med, at Leo 10. sendte Arcimboldus til Norden, gjorde han ærkebiskop Albrecht af Mainz til overagent for Tyskland. Denne havde sine underagenter, blandt hvilke dominikanermunken Johan Tetzel ved sin færd kaldte Martin Luther frem, og blev den ydre anledning til reformationen i 1517. Også i Schweiz bidrog en "afladskræmmer", Bernh. Samson, til at føre Zwingli ind på hans reformatoriske bane. Den katolske modreformation greb kraftigt ind; afladshandel hørte straks op, og på Tridentinerkoncilet blev den forbudt.